# Dane Spencer
Dane Spencer (Boise, 24 dicembre 1977) è un allenatore di sci alpino ed ex sciatore alpino statunitense.

## Biografia

### Carriera sciistica
Attivo in gare FIS dal novembre del 1994, in Nor-Am Cup Spencer esordì il 5 gennaio 1995 a Sugarloaf in supergigante (50º), in Coppa del Mondo il 25 novembre 1996 a Park City in slalom gigante, senza completare la prova, e ai Campionati mondiali a Sestriere 1997, dove si classificò 19º nella medesima specialità. In Nor-Am Cup ottenne il primo podio il 22 dicembre 1997 a Sunday River in slalom gigante (2º) e la prima vittoria il 31 marzo 1998 a Sun Peaks sempre in slalom gigante. Ai Mondiali di Vail/Beaver Creek 1999 si classificò 24º nello slalom gigante; nel 2002 ottenne il suo miglior piazzamento in Coppa del Mondo, il 5 gennaio ad Adelboden nella medesima specialità (10º), e prese parte ai suoi unici Giochi olimpici invernali: a Salt Lake City 2002 si piazzò 16º nello slalom gigante.
Sempre in slalom gigante gareggiò ai Mondiali di Sankt Moritz 2003 (21º) e conquistò l'ultima vittoria, nonché ultimo podio, in Nor-Am Cup, il 24 novembre 2003 a Park City; ai successivi Mondiali di Bormio/Santa Caterina Valfurva 2005, sua ultima presenza iridata, si classificò 33º nel supergigante e 7º nello slalom gigante. Prese per l'ultima volta il via in Coppa del Mondo il 30 gennaio 2010 a Kranjska Gora in slalom gigante, senza completare la prova, e si ritirò al termine di quella stessa stagione 2009-2010; la sua ultima gara fu uno slalom gigante FIS disputato l'11 aprile a Mission Ridge, chiuso da Spencer al 6º posto.

### Carriera da allenatore
Dopo il ritiro è divenuto allenatore di sci alpino nei quadri della Federazione sciistica degli Stati Uniti.

## Palmarès

### Coppa del Mondo
- Miglior piazzamento in classifica generale: 69º nel 2005

### Coppa Europa
- Miglior piazzamento in classifica generale: 27º nel 2004
- 3 podi:
  - 1 vittoria
  - 1 secondo posto
  - 1 terzo posto

#### Coppa Europa - vittorie
| Data            | Località     | Paese    | Specialità |
| --------------- | ------------ | -------- | ---------- |
| 30 gennaio 2004 | Sankt Moritz | Svizzera | GS         |

Legenda:

GS = slalom gigante

### Nor-Am Cup
- Miglior piazzamento in classifica generale: 8º nel 1999
- 14 podi:
  - 5 vittorie
  - 7 secondi posti
  - 2 terzi posti

#### Nor-Am Cup - vittorie
| Data             | Località     | Paese       | Specialità |
| ---------------- | ------------ | ----------- | ---------- |
| 31 marzo 1998    | Sun Peaks    | Canada      | GS         |
| 27 novembre 1998 | Park City    | Stati Uniti | GS         |
| 1º marzo 2002    | Sunday River | Stati Uniti | GS         |
| 25 novembre 2002 | Park City    | Stati Uniti | GS         |
| 24 novembre 2003 | Park City    | Stati Uniti | GS         |

Legenda:

GS = slalom gigante

### Campionati statunitensi
- 8 medaglie:
  - 2 ori (combinata[1] nel 1998; combinata[1] nel 1999)
  - 4 argenti (slalom gigante nel 1997; slalom gigante nel 1998; supergigante nel 2004; slalom gigante nel 2005)
  - 2 bronzi (discesa libera nel 2000; supergigante nel 2005)